# ジョー・ジャクソン (ミュージシャン)

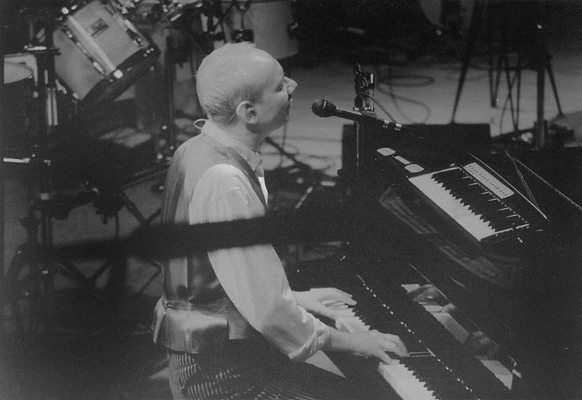
ジョー・ジャクソン

ジョー・ジャクソン（Joe Jackson、1954年8月11日 - ）は、イギリス・スタッフォードシャー、バートン・アポン・トレント (Burton-Upon-Trent) 生まれのミュージシャンである。本名デイヴィッド・イアン・ジャクソン（David Ian Jackson）。

## 経歴
11歳の時に学校でヴァイオリンのレッスンを受け始めるが、作曲に興味を持ち始め、ピアノの方が作曲に向いているという考えでピアノに切り替えた。
16歳から、バーで演奏するようになり、高校卒業テストで音楽のＳレベル（高等教育修了証の上級レベル）を得、作曲を学ぶためにロンドンのロイヤル・アカデミー・オブ・ミュージックに奨学生として入学する。奨学金で新しい楽器や器具などを買い、ポーツマスの自宅から週に数日、ロンドンの大学へと通った。しかしながら、クラシックの作曲家になることに限界を感じたジャクソンは、ロックの世界に惹かれていった。
在学中も地元ポーツマスの海軍基地のバーやパブなどで演奏活動を続け、1975年に大学を卒業。その後、アームズ&レッグスなど、いくつかのバンドに参加するも長続きせず、ピアニスト兼音楽監督としてクラブで働くようになる。この頃から自ら制作したデモ・テープをレコード会社に送り始める。1978年に、A&Mレコードのプロデューサー、デヴィッド・カーシェンバウムがジャクソンの曲に目をつけ、レコーディングのチャンスを得た。それが、1979年にリリースされたデビュー・アルバム『ルック・シャープ!』で、収録曲「ゴット・ザ・タイム」はアンスラックスによるカバー・バージョンでも知られる。1980年には、『アイム・ザ・マン』 と 『ビート・クレイジー』を立て続けにアルバムをリリースする。『ビート・クレイジー』では、プリンス・リンカーン・トンプソンとコラボレートし、レゲエを取り入れている。
その後、数年間続いたツアーで腺熱を患い、ポーツマスの自宅で静養していたジョー・ジャクソンは、スウィング・ジャズの発展形であるジャイブ・ミュージックのレコードを毎日のように聴き、回復後、ジャイブに挑戦した結果、アルバム『ジャンピング・ジャイヴ』を1981年にリリース。1982年にはラテン音楽に惹かれてニューヨークに渡り、アルバム『ナイト・アンド・デイ』をリリースする。このアルバムに収録されている「ステッピン・アウト（Steppin' Out）」は、最もよく知られた曲である。「夜の街へ」は、ビルボード（Billboard）誌で、1982年12月11日に、週間ランキング最高位の第6位を獲得。1982年ビルボード誌年間ランキングでは第36位。その頃、ジャクソンは離婚してニューヨークに移住。「音楽スポンジ」ともいえるジャクソンは、新たな環境でラテン音楽の影響を強く受ける。1984年の作品『ボディ・アンド・ソウル』のオープニング・チューンである「The Verdict」は、マツダ・ファミリアのCM曲としても用いられた。また、同アルバム中の「You Can't Get What You Want」は本人の最も代表的な曲として知られている。
その後もジャズやクラシックなどの要素を取り入れるとともに、アルバム制作や演奏手法についても独創的な試みを重ねた。たとえば、1986年のアルバム『ビッグ・ワールド』ではライブ・レコーディングという手法を採用した。これは、オーバーダビングなどの手法を一切使わずにバンドの全パートが同時に演奏するものであった。さらにレコーディング会場には聴衆を入場させ、雑音を立てないよう、また拍手は演奏が完全に終了するまで待つなどの注意喚起がなされた。これに加えて当時導入されつつあったデジタル技術を駆使し、ライブの緊張感とスタジオレコーディングの品質を両立させるという意欲的な試みであった。これは日本では、「デジタル一発録音」と呼ばれ、ジャクソンは、観客は音をいじっていない証人だ、と語っていた。ジャクソンいわく、ライブ演奏は最高の喜びであり、レコーディングは止むを得ない必要悪だという。とはいえ、レコーディングの音質にはこだわる方であり、ソニー製の録音機材を使用したことがアルバムのクレジットに記載がある。
1987年の『ウィル・パワー』はオーケストラ編成によるアルバムであり、1988年には日本フィルハーモニー交響楽団とともに同作品を昭和女子大学人見記念講堂およびサントリーホールにおいて上演した。同作品の上演はこの2回のみである。また1988年にはジョージ・ルーカス製作、フランシス・フォード・コッポラ監督の米映画『タッカー』の音楽を担当した。
1990年代初期はジャクソンにとって自分の音楽に対する姿勢を見直す苦しい時期だった。うつ病に苦しみ、自らの意思でポップの世界から「引退」。その2年間は作曲どころか、音楽を楽しむことさえできなくなったほど落ち込んだが、1994年にはうつ病を克服し、ランキングやレコードの売上げを考えずに「自分の作りたい音楽」に専念し、内観的なアルバム『ナイト・ミュージック』をリリースした。その頃、母校ロイヤル・アカデミー・オブ・ミュージックの特別会員として迎えられる。1999年には「音楽に関する本にして自叙伝」である著作『A Cure For Gravity』（日本語版なし）を出版。この本は、ラルフ・J・グリーソン・ミュージック・ブック賞の最終選考作品に選ばれる。 
近年はかつてのジョー・ジャクソン・バンドを再結成し、シンプルな編成のロックに回帰し、2003年、2006年、2007年にツアーを果たしている。2004年にはトッド・ラングレンとツアーし、『スタートレック』のキャプテン・カークことウィリアム・シャトナーと共演するなど多様な創造性を発揮している。2008年早々には、ジョー・ジャクソン・バンドの新しいCDと、2007年ツアーの映像を収めたDVDがリリースされる予定。
ジャクソンは通常のCD（サンプリング周波数44.1kHz・量子化ビット数16bit）のフォーマットにこだわりがあり、やっとハイレゾの楽曲を配信したのは、2019年のアルバム『フール』からである。また、名曲「ホワット・ユー・ウォント」が収録されている名盤「Body & Soul」はSACDが発売された。

## 音楽以外の活動
喫煙者としての立場からニューヨークその他の都市における極端な禁煙条例への反対運動に参加するなどの活動を行っている。2003年にはタバコ禁煙条例などにうんざりし、長年住んだニューヨークから引き上げ、2006年までイギリスで英国のタバコ禁煙条例の反対運動に意欲的に参加したが、イギリスで全面禁煙条例が2007年7月に施行されるのを機に、同年1月にベルリンに移住した。現在はドイツで禁煙条例への反対活動に参加している。

## ディスコグラフィ

### スタジオ・アルバム
- 『ルック・シャープ!』 - Look Sharp! (1979年、A&M)
- 『アイム・ザ・マン』 - I'm the Man (1979年、A&M)
- 『ビート・クレイジー』 - Beat Crazy (1980年、A&M)
- 『ジャンピング・ジャイヴ』 - Joe Jackson's Jumpin' Jive (1981年、A&M)
- 『ナイト・アンド・デイ』 - Night and Day (1982年、A&M)
- 『マイクス・マーダー』 - Mike's Murder (1983年、A&M) ※同名映画サウンドトラック
- 『ボディ・アンド・ソウル』 - Body & Soul (1984年、A&M)
- 『ビッグ・ワールド』 - Big World (1986年、A&M) ※このアルバムは観客の前でデジタル一発録音を行った。観客の面前で録音したのは、音をいじっていないことの証人になると本人の発案によるものである。
- 『ウィル・パワー』 - Will Power (1987年、A&M)
- 『タッカー〜夢を追い求める男〜』 - Tucker (1988年、A&M) ※映画『タッカー』サウンドトラック
- 『ブレイズ・オブ・グローリー』 - Blaze of Glory (1989年、A&M)
- 『ラーフター・アンド・ラスト』 - Laughter & Lust (1991年、Virgin)
- 『ナイト・ミュージック』 - Night Music (1994年、Virgin)
- 『ヘヴン&ヘル』 - Heaven & Hell (1997年、Sony)
- 『シンフォニー・ナンバー・ワン』 - Symphony No. 1 (1999年、Sony) ※2001年グラミー賞（ポップ・インストルメンタル部門）受賞。
- 『サマー・イン・ザ・シティ』 - Summer in the City: Live in New York (2000年、Sony)
- 『ナイト・アンド・デイ2』 - Night and Day II (2000年、Sony)
- 『ヴォリューム4』 - Volume 4 (2003年、Ryko)
- Rain (2008年1月、Ryko)
- The Duke (2012年、Razor & Tie) ※全米コンテンポラリー・ジャズ・アルバム・チャート1位
- Fast Forward (2015年10月、Caroline)
- 『フール』 - Fool (2019年1月、Edel AG)

### ライブ・アルバム
- 『ライヴ1980-86』 - Live 1980/86 (1987年、A&M)
- Summer in the City: Live in New York (2000年、Sony Music)
- Two Rainy Nights (2002年、Ryko)
- Afterlife (2004年、Ryko)
- At the BBC (2009年、Spectrum)
- Live Music - Europe 2010 (2011年、Razor & Tie)
- Live in Germany 1980 (2011年、Immortal)
- 『ライヴ・アット・ロックパラスト』 - Live at Rockpalast (2012年、MIG Music)

### コンピレーション・アルバム
- 『ステッピング・アウト〜ザ・ヴェリー・ベスト・オブ・ジョー・ジャクソン』 - Stepping Out: The Very Best of Joe Jackson (1990年、Universal)
- Joe Jackson - Greatest Hits (1996年)
- This Is It! (The A&M Years 1979–1989) (1997年)
- 『ジョー・ジャクソン』 - Classic (2000年)
- 『ステッピン・アウト』 - Steppin' Out: The Very Best of Joe Jackson (2001年)
- The Ultimate Collection (2003年)
- The Very Best of Joe Jackson (2007年)
- 『A&Mイヤーズ』 - The A&M Years 1979-1989 (2007年) ※9CDボックスセット
- Joe Jackson - Collected (2010年)
- Steppin' Out - The Collection (2014年)